# Pang (Rolpa)
Pang (nepalski: पाङ) – gaun wikas samiti w zachodniej części Nepalu w strefie Rapti w dystrykcie Rolpa. Według nepalskiego spisu powszechnego z 2011 roku liczył on 867 gospodarstw domowych i 4567 mieszkańców (2540 kobiet i 2027 mężczyzn).